# Kosiwka (obwód kirowohradzki)
Kosiwka (ukr. Косівка) – wieś na Ukrainie, w obwodzie kirowohradzkim, w rejonie aleksandryjskim, w hromadzie Pryjutiwka. W 2022 liczyła 1080 mieszkańców.